# Musik
Musik (inaczej musek lub mus) – to karty nierozdane, niewidoczne przed licytacją dla graczy biorących w niej udział, które trafiają do osoby, która wygra licytację. Występuje w grach takich jak tysiąc, 500, skat czy  tarot.
W tysiącu w przypadku gry 2-osobowej musiki są dwa i są w nich po dwie karty. W wersji 3-osobowej musik jest jeden i są w nim trzy karty. Podobnie jest w grze 4-osobowej, gdzie jedna z osób (zwykle rozdający) widzi karty będące w musiku i otrzymuje za nie punkty (as – 50 pkt, meldunek – jego wartość). O takiej osobie także mówi się, że jest „na musiku”.
W tysiącu musik oznacza także konieczność rozgrywania partii (bycia tzw. „grającym”), w przypadku gdy podczas licytacji żaden z pozostałych graczy nie zgłosi chęci gry poprzez zadeklarowanie zdobycia wyższej niż 100 liczby punktów. W każdym rozdaniu określona osoba (siedząca po lewej stronie rozdającego) jest „na musiku” (inaczej „na setce”), to znaczy, że musi grać, jeśli nikt inny nie chce.